# موسيقى لعبة العروش
تم تأليف موسيقى المسلسل التلفزيوني الخيالي صراع العروش بواسطة رامين جوادي. الموسيقى في الأساس غير سردية وموسيقية مع أداء صوتي عرضي، وقد تم إنشاؤها لدعم شخصيات وحبكات العرض موسيقيًا. تتميز بموضوعات مختلفة، أبرزها «سمة العنوان الرئيسي» الذي يصاحب تسلسل عنوان المسلسل. في كل موسم، تم إصدار ألبوم للموسيقى التصويرية. فازت موسيقى العرض بعدد من الجوائز، بما في ذلك جائزة إيمي برايم تايم لأفضل تأليف موسيقي لمسلسل في عامي 2018 و2019.
أقيمت سلسلة من الحفلات الموسيقية التي تضمنت موسيقى صراع العروش، تجربة الحفل المباشر لمسلسل صراع العروش مع الملحن رامين جوادي ، في عامي 2017–2018. أقيمت أولًا في سانت بول بولاية مينيسوتا، ثم انطلقت في جولة عبر الولايات المتحدة وكندا وأوروبا. تبع ذلك جولة عالمية بدأت في مايو 2018 في مدريد.
ألهمت موسيقى مسلسل صراع العروش العديد من النسخ المقتبسة؛ حيث تحظى الأغنية الرئيسية بشعبية خاصة. كما توجد نسخ غير من العصور الوسطى لأغاني من روايات السلسلة الأصلية من قبل فرق مستقلة. ووفقًا لمجلة وايرد، فإن هذه التعديلات تخلق اهتمامًا بالمسلسل في وسائل الإعلام التي لا تغطيه عادةً، ولكنها تتميز أيضًا بمزاياها الموسيقية المستقلة عن المسلسل.

## الإصدارات
في كل موسم، تم إصدار ألبوم صوتي للموسيقى المستخدمة في ذلك الموسم نحو نهاية الموسم. تم إصدار أول ألبومين بواسطة فاريس ساراباندي، بينما تم إصدار جميع الإصدارات اللاحقة بواسطة ووترتاور ميوزك . تم إصدار شرائط مختلطة أيضًا في عامي 2014 و 2015 قبل بدء الموسم الرابع والخامس على التوالي وكانت متاحة للتنزيل المجاني للترويج للموسم.

### الموسيقى التصويرية
| العام | العنوان               | الملحن      | م.     |
| ----- | --------------------- | ----------- | ------ |
| 2011  | صراع العروش: الموسم 1 | رامين جوادي | [ 8 ]  |
| 2012  | صراع العروش: الموسم 2 | رامين جوادي | [ 9 ]  |
| 2013  | صراع العروش: الموسم 3 | رامين جوادي | [ 10 ] |
| 2014  | صراع العروش: الموسم 4 | رامين جوادي | [ 11 ] |
| 2015  | صراع العروش: الموسم 5 | رامين جوادي | [ 12 ] |
| 2016  | صراع العروش: الموسم 6 | رامين جوادي | [ 13 ] |
| 2017  | صراع العروش: الموسم 7 | رامين جوادي | [ 14 ] |
| 2019  | صراع العروش: الموسم 8 | رامين جوادي | [ 15 ] |
| 2022  | آل التنين: الموسم 1   | رامين جوادي | [ 16 ] |